# Jochen Haug
Jochen Haug (nascido em 11 de janeiro de 1973) é um político alemão da Alternativa para a Alemanha (AfD) e desde 2017 membro do Bundestag.

## Vida e política
Haug nasceu em 1973 na cidade de Aulendorf, na Alemanha Ocidental. Ele estudou direito na Universidade de Tübingen para se tornar advogado.
Haug tornou-se membro do Bundestag após as eleições federais alemãs de 2017.
Desde novembro de 2019, Haug é membro do comité executivo do partido AfD.